# Batole
Batoletem se nazývá dítě ve věku 1–3 let. V tomto věku se dítě začíná osamostatňovat a rozvíjí tak svoji osobnost. Dítě začíná lézt, chodit, mluvit, rozeznávat blízké osoby (otec, matka, prarodiče, sourozenci), tvary, obrázky, hračky a různé předměty.

## Motorika

### Hrubá motorika
V prvním roce dítě začíná s nedokonalými kroky. Ve 13.–15. měsíci dokáže ujít několik kroků samostatně a zastavit se bez přidržení. Postupně úplně upouští od lezení, protože pro ně chůze začíná být rychlejší a příjemnější schopnost pohybu.
Ve druhém roce už je dítě schopné utíkat, zvládnout nerovnosti v terénu, skákat a méně padá. Děti v tomto věku zvládají chůzi po schodech nahoru bez přidržování.
Ve třetím roce zvládají chůzi po schodech dolů. V tomto věku se vyvíjí i schopnost jízdy na tříkolce.[ujasnit]

### Jemná motorika
V prvním roce se dítě zlepšuje v uchopování a pouštění předmětů. Ze začátku je schopné postavit na sebe dvě kostky, později už zvládne postavit celou věž. Co se kreslení týče, na začátku batolecího období dítě s tužkou v ruce spíše bouchá o stůl. 
Ve druhém roce již zvládne nakreslit svislou čáru.
Ve třetím roce dítě také zvládne navléknout korálky velikostně přiměřené schopnostem konkrétního dítěte. Na konci batolecího období je schopné nakreslit kruh či křížek.

## Kognitivní vývoj
Dítě v batolecím věku je těkavé, ale dokáže věnovat delší pozornost věcem, které ho opravdu zajímají, stejně tak s pamětí. Batole je schopné si zapamatovat něco, co upoutá jeho pozornost. Neumí zařadit vzpomínky v čase, ale dokáže si dlouho pamatovat to, co zažilo ať už se jedná o příjemné nebo nepříjemné zážitky. Nedokáže chápat pojmy, které vyjadřují budoucnost a minulost (včera, dnes, zítra). Ve druhém roce je schopné porozumět pojmům počtu. Umí si představit předměty, osoby a děje.
Učí se pomocí napodobování svého okolí (většinou rodičů a jiných blízkých osob).
Batole také pozná samo sebe v zrcadle, dovede se pochválit, a naopak bývá zklamáno vlastním nezdarem, záleží mu na tom, aby projevilo svou samostatnost („Já sám!“) – a začne o sobě mluvit v první osobě. To znamená mnoho i pro vývoj osobnosti.

## Řeč
Řeč je jedním ze základních nástrojů pro úspěšné sociální přizpůsobení. Dítě potřebuje k rozvoji řeči vzor, který bude moct napodobovat. Je proto důležité s dítětem mluvit.
V prvním roce dítě dokáže reagovat na jednoduchá slova, otázky, rozkazy a zákazy (např. „udělej pápá“, „ne-e“ nebo „kde máš boty“). V tomto roce se objevují i první slova, ale jedná se o „hantýrku“, které rozumí většinou pouze rodiče. Aktivně používá 5–6 slov. V 18 měsících je to však už 20–30 slov.
Ve druhém roce začíná dítě chápat a používat mnohem více slov (200–300). Tvoří také 3–4 slovné věty.
Ve třetím roce je dítě schopné mluvit v souvětích. Používá 700–900 slov.

## Socializace a citový vývoj
Děti v batolecím věku jsou stále fixovány na matku, ale vytváří si také vztahy se všemi členy domácnosti. Rády by se oprostily od matky, ale zároveň nechtějí ztratit jistotu a bezpečí. Začínají proto navazovat i kontakt s jinými dětmi. Kontakt s vrstevníky napomáhá socializaci, ale ne na takové úrovni jako například vztah s rodiči nebo sourozenci.
Ve dvou letech jsou batolata schopná hrát si vedle sebe. Emoce jsou v tomto věku už poměrně vyvinuté, takže dítě dokáže rozlišovat, co nebo koho má rádo či nerado a projevuje se žárlivost.
Ve třetím roce už dítě testuje svoji samostatnost, a proto často vzdoruje. Dítěti by se však nemělo příliš ustupovat, ale ani by se neměly používat nepřiměřené tresty, mohlo by to narušit jeho vývoj. Batolata už si také začínají hrát spolu.